# Темрява: Вторгнення
Темрява: Вторгнення — науково-фантастичний містеріозний трилер 2019 року, сценарист і режисер Карл Страті.

## Про фільм
Минув рік після загадкового зникнення 8-річної дівчинки. Її родина повертається додому з поминальної служби в своєму маленькому містечку. Того ж вечора в сусідньому лісі з'являються дивні вогні у небі і незвичайні звуки. Також починають відбуватися надприродні події, які швидко наростають і приймають несподіваний оборот.
Незабаром з'ясовується, що джерелом світла, імовірно, є прибульці з іншого світу, у яких не вельми доброзичливі наміри

## Знімались
| Актор          | Роль |
| -------------- | ---- |
| Лора Фрейзер   |      |
| Мел Райдо      |      |
| Грант Мастерс  |      |
| Еліс Лоу       |      |
| Ніколас Піннок |      |
| Вінсент Ріґан  |      |
| Сара Вінтер    |      |